# Eliomar Marcón
Eliomar Marcón (Seberi, Brasil, 15 de noviembre de 1975) es un exfutbolista brasilero. Fue delantero y su último equipo fue Náutico de Brasil.

## Clubes
| Club              | País    | Año       |
| ----------------- | ------- | --------- |
| Guarani           | Brasil  | 1999      |
| Defensor Sporting | Uruguay | 2000–2002 |
| AC Venezia 1907   | Italia  | 2003      |
| Estudiantes Tecos | México  | 2003-2006 |
| Santos Laguna     | México  | 2006-2007 |
| Indios            | México  | 2007      |
| Náutico           | Brasil  | 2008-2009 |

### Distinciones individuales
| Distinción                                         | Año  |
| -------------------------------------------------- | ---- |
| Máximo goleador del Torneo Apertura (7 goles)      | 2001 |
| Máximo goleador del Campeonato Uruguayo (21 goles) | 2001 |